# Morro do Sumaré
Morro do Sumaré är ett berg i Brasilien.   Det ligger i kommunen Rio de Janeiro och delstaten Rio de Janeiro, i den sydöstra delen av landet, 900 km sydost om huvudstaden Brasília. Toppen på Morro do Sumaré är 169 meter över havet.
Terrängen runt Morro do Sumaré är kuperad söderut, men norrut är den platt. Trakten är tätbefolkad. Närmaste större samhälle är Rio de Janeiro, 4,2 km norr om Morro do Sumaré. 
Runt Morro do Sumaré är det i huvudsak tätbebyggt.